# الحلحلة (عمران)
الحلحلة هي إحدى قرى الجمهورية اليمنية. وهي تتبع جغرافيًا لمحافظة عمران. وإداريًا لمديرية جبل عيال يزيد. يبلغ تعداد سكانها 1051 نسمة حسب الإحصاء الذي جرى عام 2004.